# オーデュボンの祈り
『オーデュボンの祈り』（オーデュボンのいのり、a prayer）は、伊坂幸太郎による推理小説。作者のデビュー作。2000年の第5回新潮ミステリー倶楽部賞を受賞し、同年に新潮社のレーベルである"新潮ミステリー倶楽部"の収録作として刊行された。2003年に文庫化（新潮文庫）。
2004年にラジオドラマ化、2009年に漫画化、2011年には舞台化された。

## 内容
主人公、伊藤のコンビニ強盗から物語は始まる。伊藤は気付くと、見知らぬ島にたどり着いていた。その島は荻島といって、江戸時代以来外界から鎖国をしているという。島には、嘘しか言わない画家や、島の法律として殺人を許された男、未来の見える、人語を操る案山子などがいた。
しかし伊藤が来た翌日、案山子はバラバラにされ、頭を持ち去られて死んでいた。伊藤は「未来がわかる案山子はなぜ自分の死を阻止できなかったか」という疑問を持つ。
住民から聞いた「この島には、大切なものが最初から欠けている」という謎の言い伝え。
案山子の死と言い伝えの真相を追う伊藤の数日間を描く。

## 主な登場人物
伊藤
この話の主人公。コンビニ強盗を犯し逃走中だったが、知らぬ間に荻島に連れてこられた。伊坂の著書『重力ピエロ』に数年後と思しき姿で登場し、主人公「泉水」との会話シーンがある。
案山子(優午)
この話の鍵を握る存在。未来を予知できる。
城山
人を痛めつけるのが趣味の、恐ろしい男。主人公も被害に遭いそうになった。警察官で、コンビニで強盗をしようとした伊藤を逮捕する。
日比野
主人公に島を案内した男。適当で、人の話をあまり聞かない。
轟
島で唯一船を所有し、外に出られる人間。見た目が熊にそっくりらしい。色々となぞが多い男。
園山
嘘しか言わない画家。何を聞いても嘘しか言わない。
静香
主人公の元恋人。
主人公の祖母
既に死んでいる設定だが、描写が多い。
曽根川
もう一人の、島の来訪者。主人公より前に来ていて、轟と何かあるらしい。
桜
拳銃を所持しており、島で唯一殺人を許された男。不思議な男である。詩をよく読んでいる。
田中
ジョン・ジェームズ・オーデュボンのリョコウバトの話を伝えている人物。優午と仲がいい。足が悪い。

## ラジオドラマ
NHK-FMの「青春アドベンチャー」枠にて2004年4月12日 - 4月16日および4月19日 - 4月23日にかけてラジオドラマが放送された。全10回。NHK名古屋放送局制作。

### 出演
- 草野康太
- 藤元英樹
- 中田裕子
- 湯浅浩史
- ジャイアント茶所
- 千葉ペイトン
- 堀田和則
- 小林正和
- 木村庄之助
- 井沢勉

## 漫画
2009年に漫画化されている。
- 伊坂幸太郎（原作）・木村哲也（作画）『オーデュボンの祈り』、新潮社（デジコミ新潮 コム・コム）
  - 上巻（2009年7月9日発売） ISBN 978-4-10-771497-8
  - 下巻（2009年7月9日発売） ISBN 978-4-10-771498-5

## 舞台化
石井光三オフィスプロデュースにより2011年9月30日から10月12日にかけて世田谷パブリックシアターにて舞台化作品が上演された（ほか、地方公演あり）。

### キャスト
- 伊藤：吉沢悠
- 日比野：河原雅彦
- 草薙：石井正則
- 田中：小林隆
- 百合：武藤晃子
- 希世子・佳代子：小泉深雪
- 静香：寺地美穂
- ウサギ：町田マリー
- 轟：春海四方
- 桜：玉置玲央
- 園山：陰山泰
- 優午：筒井道隆

### スタッフ
- 原作：伊坂幸太郎
- 脚本：和田憲明
- 演出：ラサール石井
- 企画協力：新潮社
- 企画製作：石井光三オフィス